# تطهير المسيح للهيكل

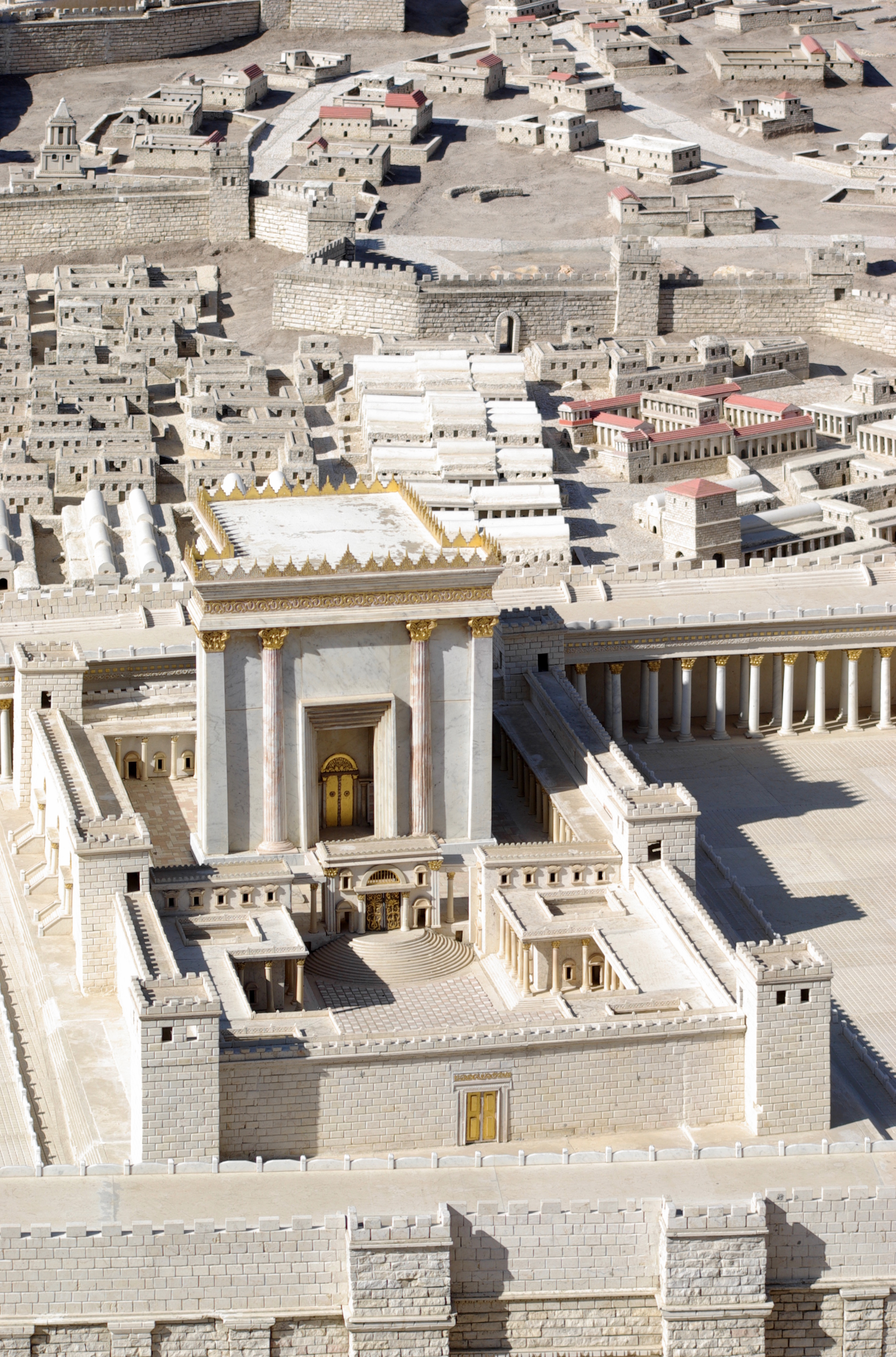
مصغر لما كان عليه الهيكل الثاني أيام المسيح.

تطهير المسيح للهيكل، المذكور في إنجيل متى 21: 12-17؛ وإنجيل مرقس 11: 15-19؛ وإنجيل لوقا 19: 45-48؛ وحسب بعض الآراء في إنجيل يوحنا 2: 13-22، تضعه الأناجيل الإزائية بعد دخول المسيح إلى القدس، في أواخر مرحلة نشاطه العلني، ويضعه إنجيل يوحنا في بداية مرحلة نشاطه العلني، واقترح المفسرون والشرّاح أن يكون المسيح قد أقام حادثتين لتطهير الهيكل، الأولى في بداية خدمته العلنية، والثانية قبيل نهايتها، أو أن يكون إنجيل يوحنا، وهو عرّف عن نفسه بوصفه «آيات عن المسيح» لم يلتزم ترتيبًا زمنيًا لذلك، وبالتالي فإنّ تسلسل النصوص في إنجيل يوحنا غالبًا رمزي.

## الرواية في العهد الجديد
كان الهيكل يتالف من فناء خارجي محيطة بالمنطقة المدعوة رواق سليمان وتدعى فناء الأمم، وكان أحبار اليهود قد أفتوا بعد جواز استعمال النقد الروماني داخل حرم الهيكل لأنه يحمل صورة وثن هو الإمبراطور، فألزموا الشعب الوافد للحج في الهيكل من مختلف أنحاء الإمبراطورية أن يقوم باسبتدال العملات من صيارفة نصبوا خيامهم في فناء الأمم المقابل للهيكل، وغالبًا ما كانوا يتقاضون عمولة مرتفعة لقاء تبديل العملة. والأمر الثاني، هو تدنيس آخر للهيكل، يقوم بأنه لما كانت مساحته واسعة، كان المارة والعابرون اختصارًا للطريق داخل مدينة القدس، يمرّون من فناء لأمم ورواق سليمان، والأمر الثالث نصب خيام بيع الذبائح، الحمام والخراف، أي ذبائح الفقراء والأغنياء، في الساحة ذاتها.
حين وجد المسيح الوضع على هذه الشاكلة، طرد من ساحة الهيكل جميع الذين كانوا يبيعون ويشترون، وقلب موائد الصيارفة وباعة الحمام، ولم يدع أحدًا يمرّ عبر الهيكل وهو يحمل متاعًا، واستشهد بسفري أشعياء وأرميا ملعنًا: «مكتوب أن بيتي بيتًا للصلاة يدعى، أما أنتم فقد جعلتموه مغارة لصوص». ويختم النص بإعلان أنه بينما كان في الهيكل تقدّم إليه عرج وعمي فشفاهم، أما رؤساء الكهنة وسائر المتآمرين «فأخذوا يبحثون كيف يقتلونه..... لأن الجمع كلّه كان مذهولاً بتعليمه»،مر 18:11] ويشير إنجيل لوقا أنه كان يعلّم يوميًا في الهيكل، وسعى رؤساء الكهنة والكتبة ووجهاء الشعب إلى قتله، لكنهم لم يهتدوا إلى ما يفعلون لأنّ «الشعب كلّه كان ملتصقًا به، للاستماع إليه».لو 48:19]

## معرض صور

تطهير الهيكل. فنان مجهول.
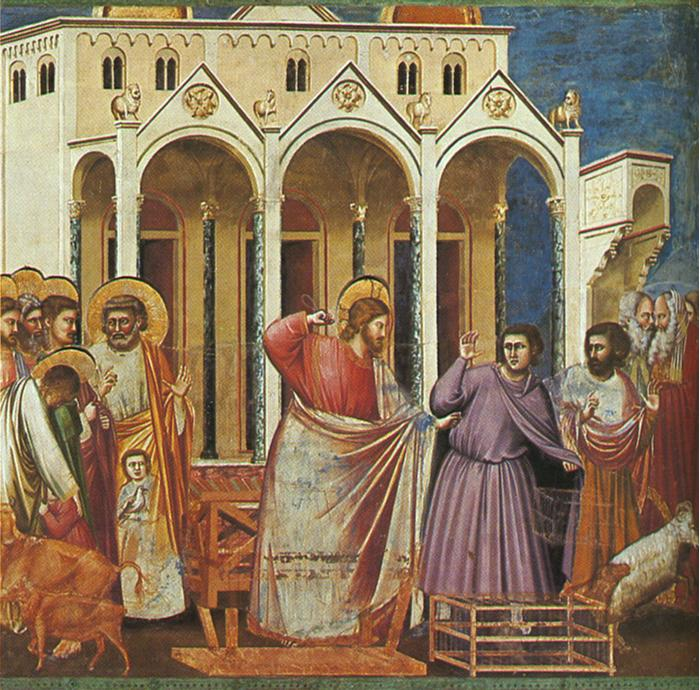
Casting out the money changers by جوتو دي بوندوني
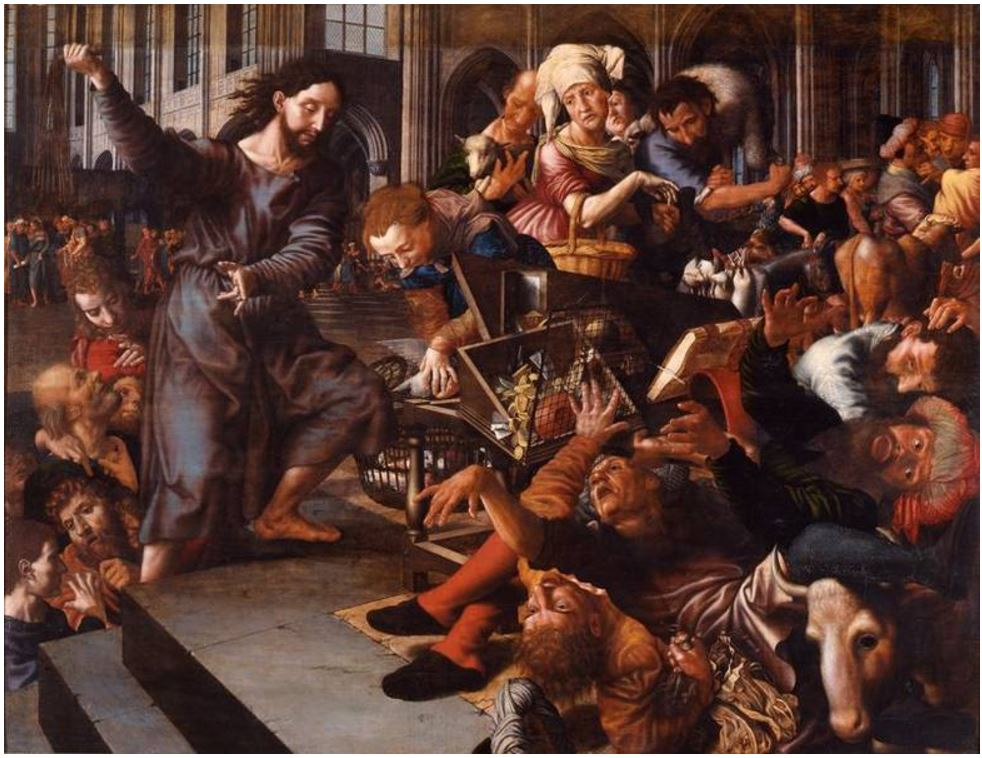
Christ driving the money changers from the temple by Jan Sanders van Hemessen
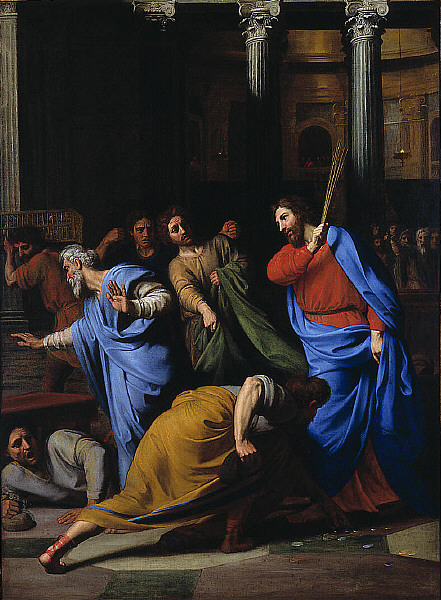
Christ Expelling the Money-Changers from the Temple by Nicolas Colombel
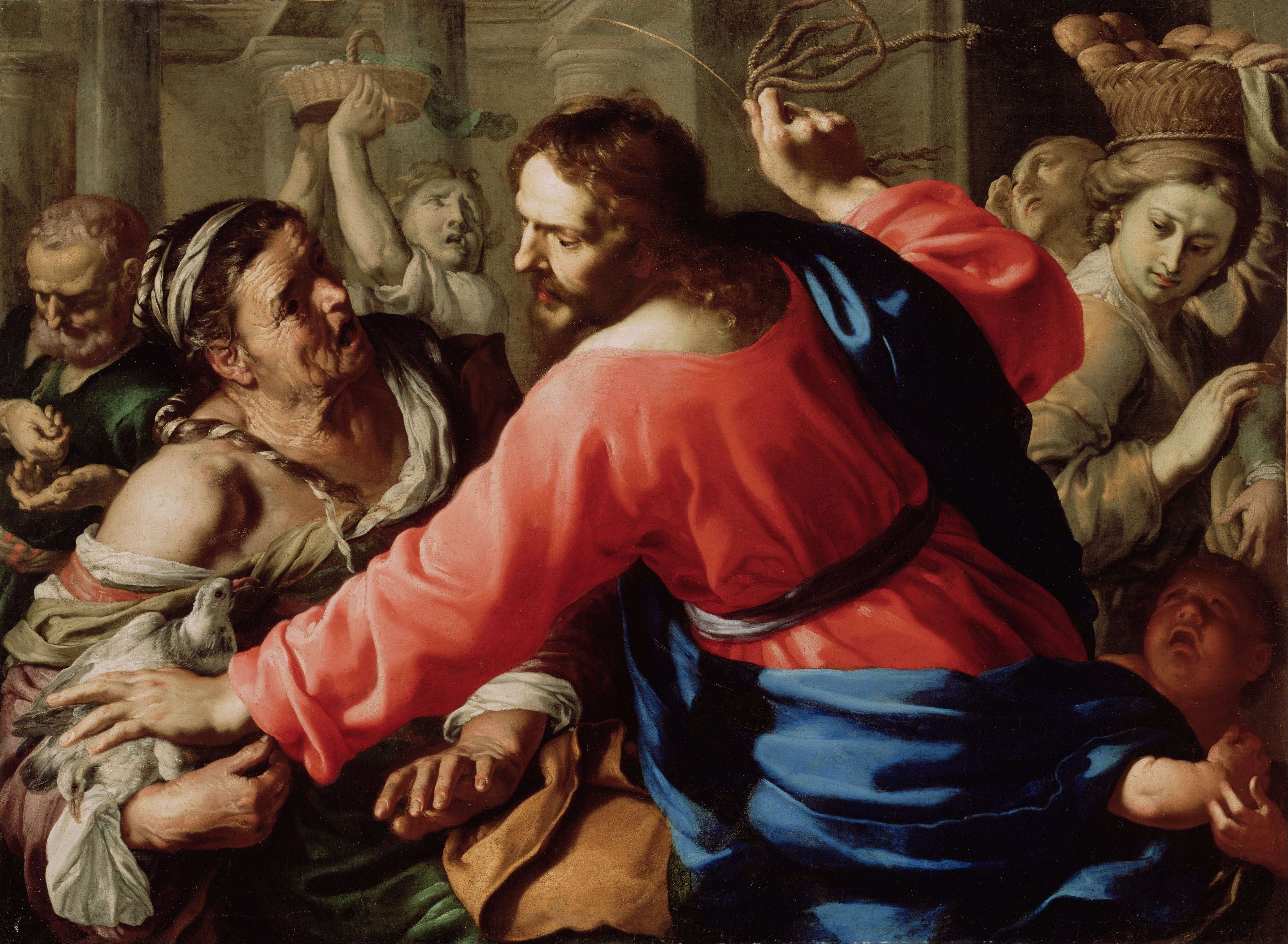
Christ Cleansing the Temple by Bernardino Mei
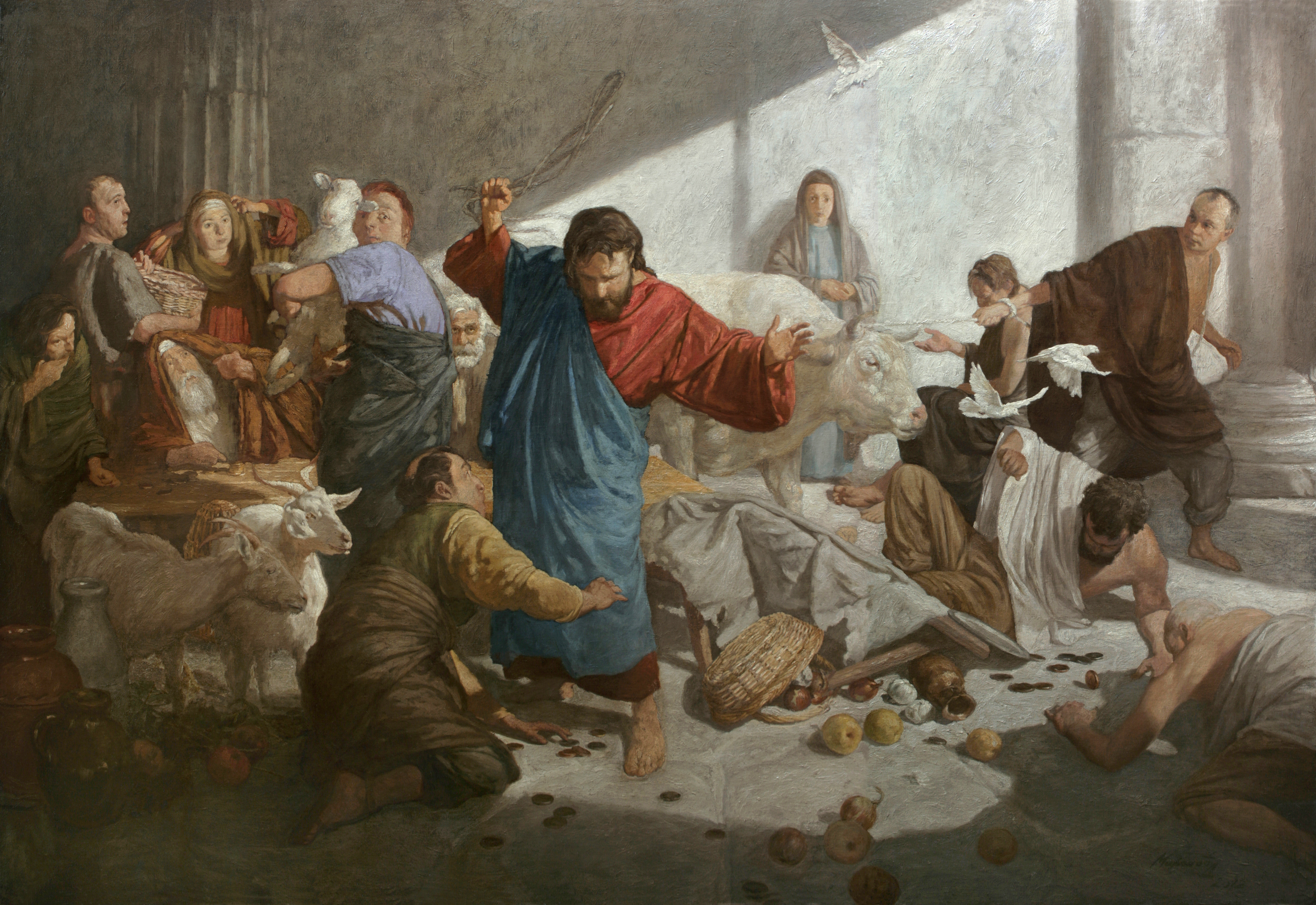
Expulsion of the merchants from the temple by أندري ميرونوف

## مواقع خارجية
- تطهير الهيكل من الباعة - الأنبا تكلا.